# Garley

Logo des Garley Traditionsbrauhauses seit 1314

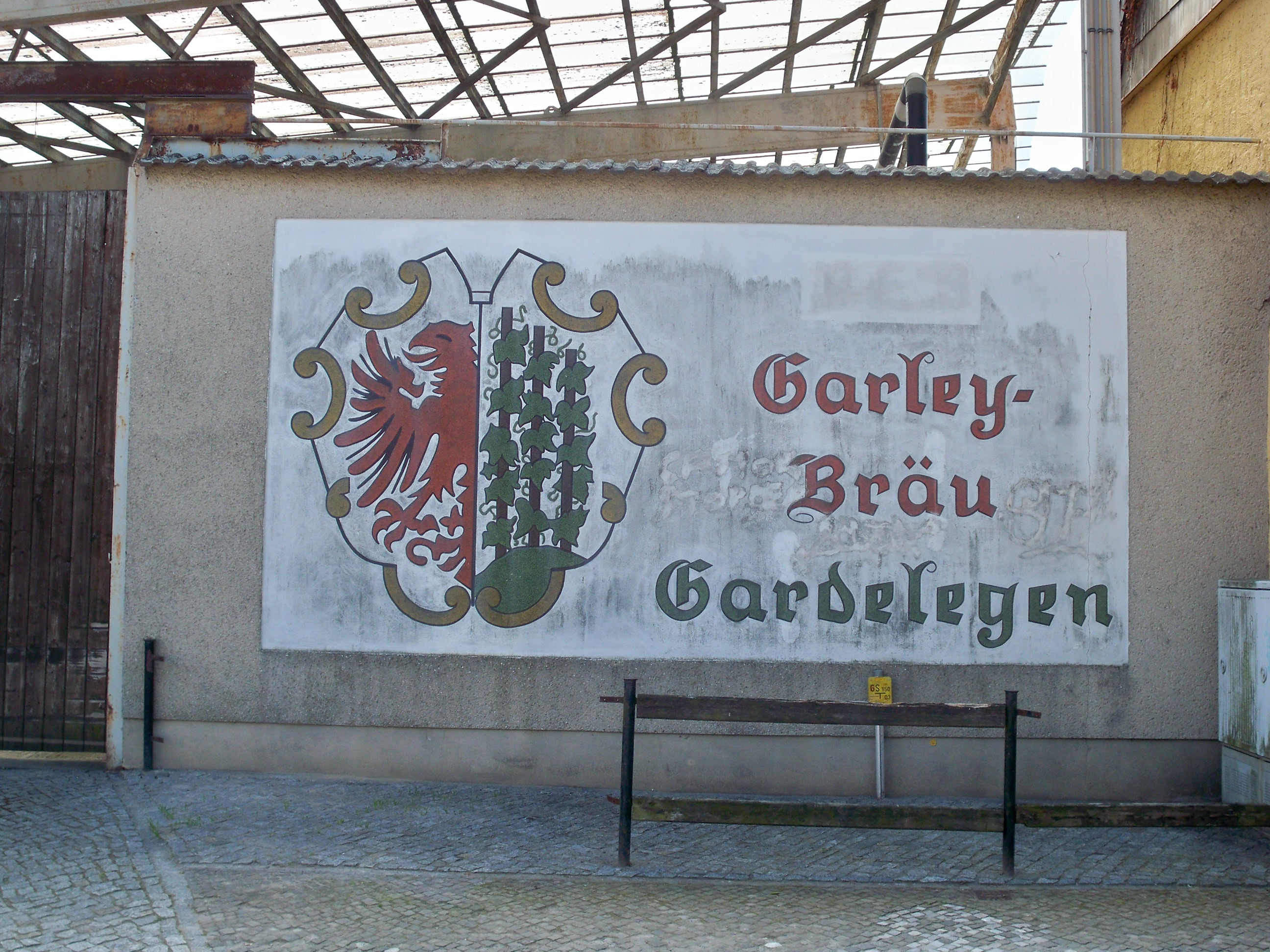
Eingang zum ehemaligen Brauereigelände (2014)

Garley ist der Name einer Bier-Marke und der einer ehemaligen Brauerei aus Gardelegen in der Altmark. Garley gilt als die älteste Biermarke sowie ältester durchgehend bestehender Markenname der Welt. Die Herstellung wurde im Mai 2013 eingestellt und 2021 durch die Gardelegener Braugesellschaft mbH & Co in kleinen Mengen wieder aufgenommen.

## Geschichte
Die Stadt Gardelegen erhielt am 16. Juli 1314 vom Markgrafen Waldemar das Braurecht. Dieses Datum wird als Geburtsstunde des Garley-Bieres angesehen. Um 1400 gab es in Gardelegen fünf große Brauereien. Erstmals führte auch das Stadtwappen drei Hopfenranken als Zeichen für die heimische Braukunst und den verbreiteten Hopfenanbau in der Region. 1567 gab es in der Stadt 176 brauberechtigte Häuser.
1698 reiste Zar Peter der Große durch die Stadt. Der Legende nach lobte er das Garley als das beste Getränk auf Erden. 1729 legte Preußenkönig Friedrich Wilhelm I. in einem königlichen Befehl fest, dass Garley nicht gepanscht oder verwässert werden darf. Der Preis wurde je Quart auf 1 Groschen 6 Pfennige festgeschrieben. Selbst die Einwohner aus dem braunschweigischen Amt Calvörde importierten dieses Bier. Im Jahre 1900 gab es noch vier Brauereien in Gardelegen: Gebrüder Haase in der Sandstraße, Dampfbierbrauerei Pengel in der Stendaler Straße, Weißbierbrauerei Paasche und das Bürgerliche Brauhaus in der Magdeburger Straße. Dreißig Jahre später produzierte nur noch eine Brauerei, die Gebrüder-Haase-Brauerei. 1972 wurde sie enteignet und firmierte dann unter dem Namen VEB Garley-Bräu. In den 1980er Jahren wurde sie dem VEB Getränkekombinat Magdeburg angegliedert.
Nach dem Ende der DDR wurde die Garley-Bräu GmbH gegründet.
1994 kam das Aus für die traditionsreiche Brauerei. 1996 übernahmen die zwei Hösl-Brüder aus der Oberpfalz das Unternehmen (nun: Garley Spezialitäten Brauerei GmbH). Die in der Region stark verwurzelte Marke Garley erreichte in den ersten Jahren nach der Neugründung Absatzrekorde. Die Spitzenmarge von knapp 50.000 Hektoliter wurde erreicht. Zahlreiche Bierspezialitäten wurden neben dem erfolgreichen Garley Premium Pilsener kreiert, wie zum Beispiel das Swarte Beer (später: Schwarzer Reiter), das Festbier Altmärker Weihnacht, das Altmärker Narrenbräu, das Garley Doppel-Caramel, das Bismarck-Bier und die Potzblitz-Biermischgetränke. Nach dem Ausscheiden des Braumeisters Maximilian Hösl geriet das Unternehmen in finanzielle Schwierigkeiten und musste 2005 Insolvenz anmelden. Maximilian Hösl und seine Familie, die inzwischen im sächsischen Penig eine Brauerei betrieben, führten die Garley-Brauerei weiter. Unter der Firmierung Garley Traditionsbrauhaus seit 1314 lag 2009 der Ausstoß bei 36.000 Hektolitern. Gebraut wurden Garley Premium Pilsener, Garley Spezial-Export, Garley Diät-Pilsener, Garley Bock, Garley Radler Zitrone und das Schwarzbier Kellerberg, ab 2009 auch das Garley Original. Saisonal kam noch Garley Weihnachtstraum hinzu, das von Oktober bis Dezember vertrieben wurde.
Das Garley Traditionsbrauhaus seit 1314 gehörte ab 2005 der Familie Maximilian Hösl, wie auch die Luckenwalder Spezialitäten Brauerei, die Peniger Spezialitäten Brauerei und kurzzeitig das Herborner Brauhaus. Im September 2012 stellte die Peniger Spezialitätenbrauerei einen Insolvenzantrag beim Amtsgericht Chemnitz. Die Garley-Brauerei gehört mit zur Insolvenzmasse. Zuletzt wurde das Garley in Penig hergestellt. Im Mai 2013 wurde die Produktion eingestellt.
Seit September 2013 liegen die Markenrechte beim Eigentümer des Brauhauses Hartmannsdorf. 2014 kaufte der Magdeburger  Boxpromoter Ulf Steinforth das Brauereigelände. Seit März 2021 wird im Gewerbegebiet am Stadtrand durch eine neu gegründete Gardelegener Braugesellschaft mbH & Co wieder in kleiner Auflage Bier gebraut und inzwischen auch wieder unter dem Namen Garley vermarktet.

## Bedeutung
Carl von Linné schrieb 1748 in einem Traktat über das Bier, erschienen in der schwedischen Akademie der Wissenschaften zu Stockholm, „Der Deutschen ihr Garley“.